# Улрих V фон Мач
Улрих V фон Мач (на немски: Ulrich V (VII) von Matsch; † 27 май/30 юли 1396/ или между 6 ноември 1430 и 17 януари 1431) е господар на Мач в Граубюнден.

## Биография
Той е най-големият син на граф Улрих IV фон Мач-Кирхберг († 1396/ пр. 28 септември 1402) и съпругата му Агнес фон Кирхберг († пр. 12 март 1401/1407), наследничка на Кирхберг, дъщеря на граф Вилхелм I фон Кирхберг († 1366) и Агнес фон Тек († 1384), дъщеря на херцог Лудвиг III фон Тек († 1334). Внук е на фогт Улрих III фон Мач († 25 октомври 1366).
Баща му Улрих IV фон Мач се жени 1366 г. за жена от Графство Кирхберг близо до Улм и затова носи титлата „граф фон Кирхберг“. По това време фамилията се нарича „фогт фон Мач“. Повечето от фамилията са ландесхауптман на Тирол.
Брат е на Йохан II фон Мач, граф фон Кирхберг († 1397).
Фамилията Мач е стар благороднически род в Швейцария и Австрия. Те са фогти на Мач в Граубюнден. Фамилията фон Мач изчезва през 1510 г. Повечето собствености на род Мач в днешен Южен Тирол отиват на „фрайхерен фон Трап“, където е омъжена Барбара фон Мач († пр. 1474/18 април 1504 в Болцано).

## Фамилия
Улрих V фон Мач се жени пр. 17 март 1405 г. за Кунигунда фон Монфор († сл. 1429), дъщеря на граф Хайнрих III (IV) фон Монфор-Тетнанг († 1408) и третата му съпруга Клара фон Елербах († сл. 1384). Те имат четири деца:
- Улрих VIII (VII) фон Мач (* 1396; † 6 ноември 1430/17 януари 1431), фогт на Мач, ландесхауптман на Тирол 1410 – 1411 и 1429 – 1431 г. неженен
- Ута фон Мач († 19 януари 1399/28 май 1402), омъжена за граф Конрад фон Айхелберг († сл. 1414), син на граф Албрехт фон Айхелберг († 1363/1365), най-големият син на Диполд фон Айхелберг († 1318/1334)
- дете фон Мач, женено за Винцингуера фон Арко
- Вилхелм фон Мач († 1429), херцогски щатхалтер на Триент 1408, ландесхауптман на Тирол 1417 – 1429, женен за Анна де Ногаролис († сл. 1429), няма деца